# Wózek z Trundholm

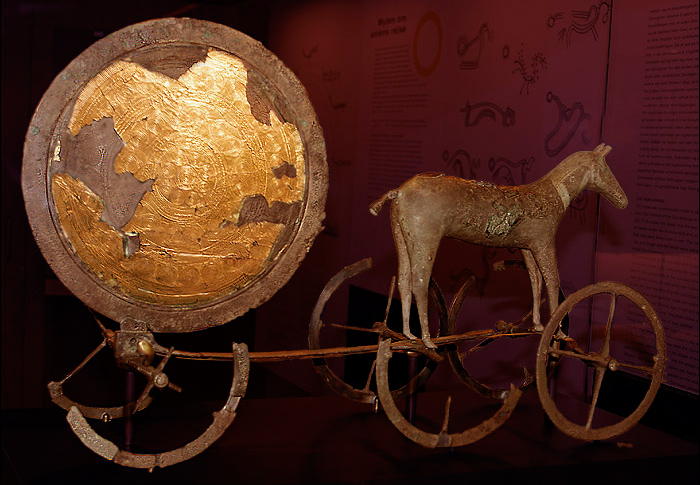
Kultowy wózek z Trundholm

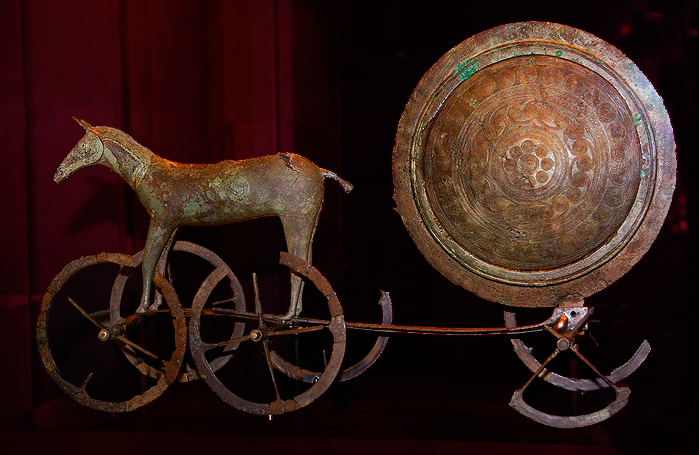
Lewa, niepokryta złotą folią strona wózka z Trundholm

Wózek z Trundholm – wózek kultowy znaleziony w 1902 roku w północno-zachodniej części Zelandii w Danii. Odkryto go podczas orki w gminie Trundholm, stąd też wziął swoją nazwę. Datuje się go powszechnie na II okres epoki brązu według chronologii Oskara Monteliusa, czyli ok. 1700–1300 p.n.e. Obecnie znajduje się w Muzeum Narodowym (Nationalmuseet) w Kopenhadze.

## Budowa
Tworzyło go sześciokołowe podwozie o długości 60 centymetrów, na którym z przodu była zamontowana figurka konia, z tyłu zaś pokryta złotą folią brązowa tarcza o wadze 1,55 kilograma. Została ona wykonana z dwóch zespojonych ze sobą wypukłych krążków, wykonanych techniką odlewu. Powierzchnia tarczy jest bogato zdobiona ornamentem złożonym z motywów geometrycznych (koncentryczne kręgi, spirale). Pod szyją konia znajduje się niewielkie uszko, które być może służyło do połączenia za pomocą rzemienia bądź sznurka, z uszkiem na krawędzi krążka. Interesujący jest przy tym fakt, że figurka konia także jest osadzona na podwoziu.

## Interpretacje
Krążek pokryty złotą folią przedstawia zapewne bóstwo słoneczne. Wizerunek wozu z tarczą słoneczną i zaprzęgiem końskim jest częstym tematem scen figuralnych z epoki brązu i wczesnej epoki żelaza, wiązanych z bardzo powszechnym w tych czasach kultem Słońca. Podobnie przedstawiany jest w greckiej mitologii bóg Helios. Uwagę przykuwa jednak osadzenie konia na podwoziu, co może wskazywać na to, że także koń jest symbolem bóstwa, najpewniej bóstwa płodności, są to jednak tylko przypuszczenia.